# مرسدس-بنز ۳۰۰اس‌ال
مرسدس بنز ۳۰۰اس‌ال (Mercedes-Benz 300SL)  (کد شاسی W 198) یک خودروی اسپرت دو نفره است که از سال ۱۹۵۴ تا ۱۹۵۷ به عنوان یک کوپه گالوینگ و از سال ۱۹۵۷ تا ۱۹۶۳ به عنوان یک رودستر توسط مرسدس بنز تولید می‌شد. ۳۰۰اس‌ال ریشه در خودروی مسابقه‌ای سال ۱۹۵۲ این شرکت (W194)، دارد و به یک سیستم تزریق سوخت مستقیم مکانیکی مجهز بود که قدرت خروجی موتور شش سیلندر خطی سه لیتری میل بادامک بالا آن را به میزان قابل توجهی افزایش می‌داد.
موتور آن ۲,۹۹۶ سی‌سی ۶ سیلندر خطی از نوع میل سوپاپ بالا (sohc) و سیستم جعبه‌دندهٔ آن ۴ سرعته دستی است.